# 16167 Oertli
16167 Oertli è un asteroide della fascia principale. Scoperto nel 2000, presenta un'orbita caratterizzata da un semiasse maggiore pari a 2,3263976 UA e da un'eccentricità di 0,1937667, inclinata di 3,77114° rispetto all'eclittica.